# NGC 5757
NGC 5757 é uma galáxia espiral barrada (SBb) localizada na direcção da constelação de Libra. Possui uma declinação de -19° 04' 40" e uma ascensão recta de 14 horas, 47 minutos e 46,3 segundos.
A galáxia NGC 5757 foi descoberta em 19 de Maio de 1787 por William Herschel.